# Daytime Emmy Awards 2015
La cerimonia della 42ª edizione dei Daytime Emmy Awards (42nd Daytime Emmy Awards) si è tenuta presso gli studi televisivi della Warner Bros., a Burbank, il 26 aprile 2015.
L'edizione segna un cambio sia di sede che di data rispetto alle precedenti, da cansuetudine organizzate all'Hilton Hotel di Beverly Hills nel mese di giugno.
La cerimonia è stata presentata da Tyra Banks e trasmessa dal canale televisivo via cavo Pop.
Le candidature erano state annunciate il 31 marzo 2015.

## Daytime Emmy Awards
Segue l'elenco delle categorie premiate durante la cerimonia principale del 26 aprile con i rispettivi candidati. I vincitori sono indicati in cima all'elenco di ciascuna categoria; i vincitori nelle categorie in cui si sono verificati ex aequo sono contrassegnati dal simbolo .
A seguire anche l'elenco delle altre categorie premiate il precedente 24 aprile durante la cerimonia dei Daytime Creative Arts Emmy Awards.

### Soap opera

#### Miglior serie drammatica
- Febbre d'amore (The Young and the Restless)
- Il tempo della nostra vita (Days Of Our Lives) 
  - Beautiful (The Bold and the Beautiful)
  - General Hospital'

#### Miglior attore protagonista in una serie drammatica
- Anthony Geary – General Hospital

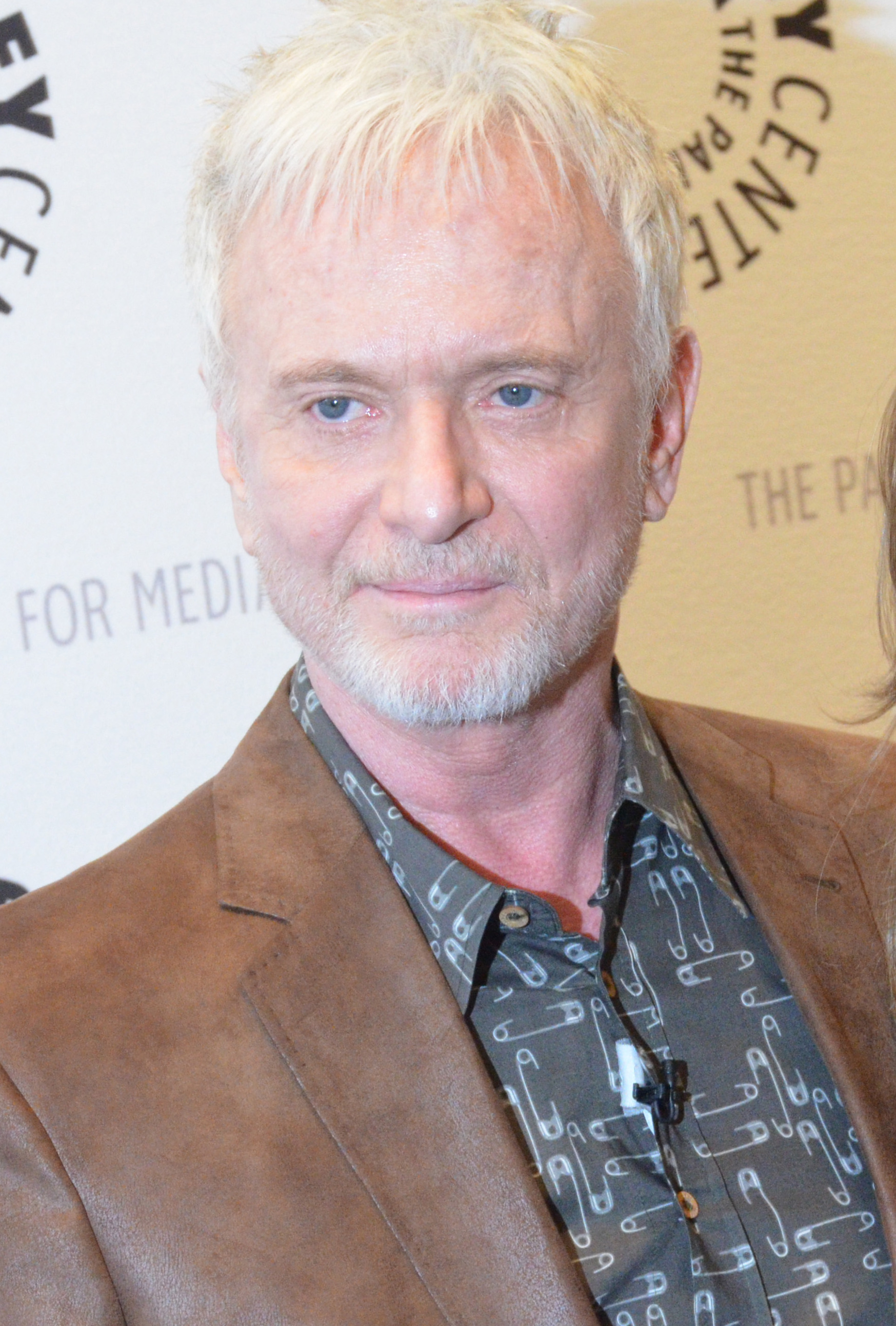
Anthony Geary, miglior attore protagonista in una serie drammatica

  - Christian Leblanc – Febbre d'amore
  - Billy Miller – Febbre d'amore
  - Jason Thompson – General Hospital

#### Miglior attrice protagonista in una serie drammatica
- Maura West – General Hospital
  - Peggy McCay – Il tempo della nostra vita
  - Alison Sweeney – Il tempo della nostra vita
  - Gina Tognoni – Febbre d'amore
  - Laura Wright – General Hospital

#### Miglior attore non protagonista in una serie drammatica
- Chad Duell – General Hospital
  - Scott Clifton – Beautiful
  - Kristoff St. John – Febbre d'amore
  - Jacob Young – Beautiful

#### Miglior attrice non protagonista in una serie drammatica
- Amelia Heinle – Febbre d'amore
  - Linsey Godfrey – Beautiful

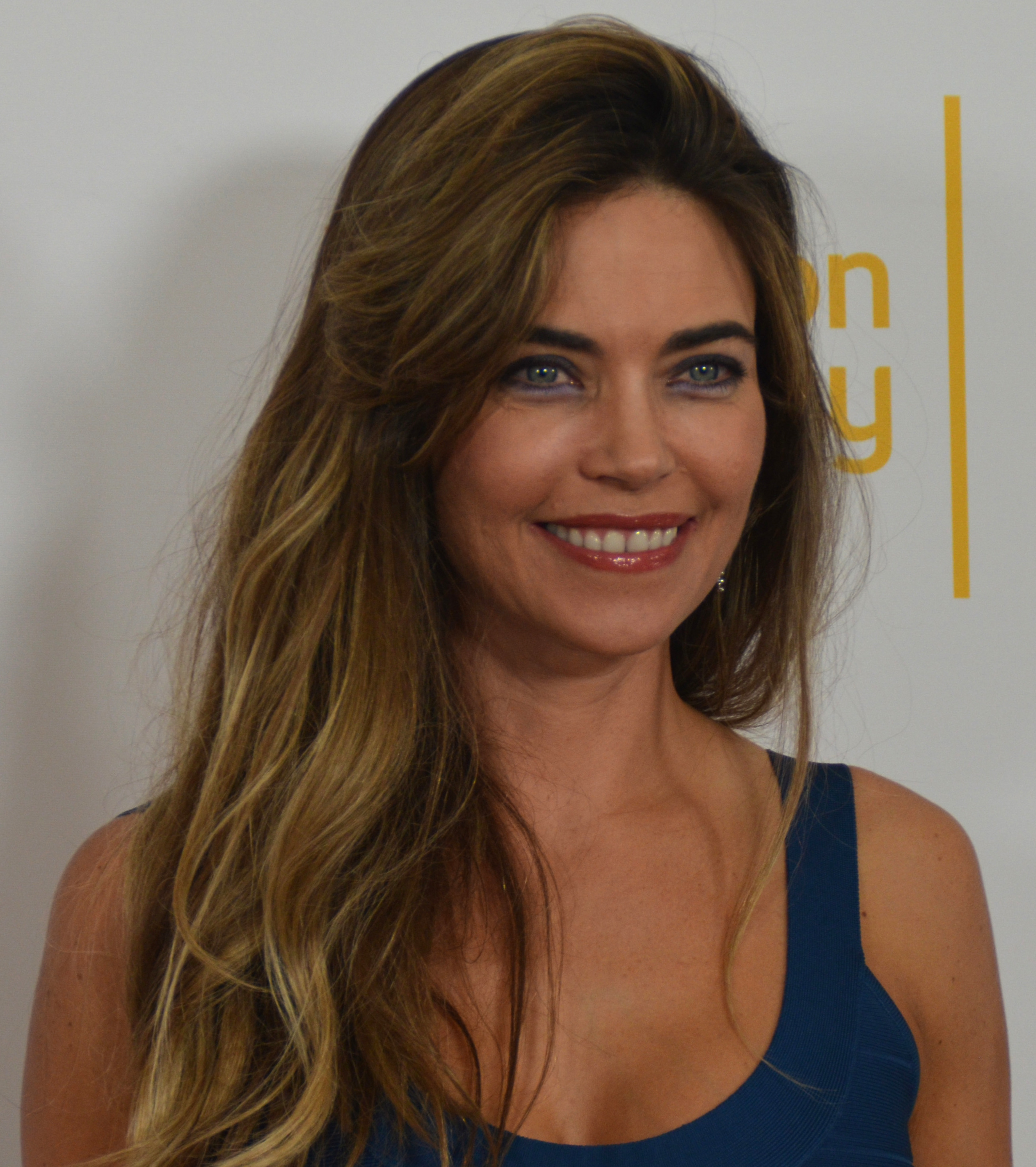
Amelia Heinle, miglior attrice non protagonista in una serie drammatica

  - Elizabeth Hendrickson – Febbre d'amore
  - Finola Hughes – General Hospital
  - Lisa LoCicero – General Hospital

#### Miglior giovane attore in una serie drammatica
- Freddie Smith – Il tempo della nostra vita
  - Bryan Craig – General Hospital
  - Max Ehrich – Febbre d'amore
  - Tequan Richmond – General Hospital

#### Miglior giovane attrice in una serie drammatica
- Hunter King – Febbre d'amore
  - Kristen Alderson – General Hospital
  - Camila Banus – Il tempo della nostra vita
  - Haley Pullos – General Hospital

#### Miglior team di registi di una serie drammatica
- Beautiful
  - Febbre d'amore
  - General Hospital
  - Il tempo della nostra vita

#### Miglior team di sceneggiatori di una serie drammatica
- Beautiful
  - Febbre d'amore
  - General Hospital
  - Il tempo della nostra vita

### Programmi d'informazione e intrattenimento

#### Miglior talk show d'informazione
- Steve Harvey, in onda in syndication
  - The Chew, in onda sulla ABC
  - The Dr. Oz Show, in onda in syndication
  - The Kitchen, in onda su Food Network

#### Miglior talk show d'intrattenimento
- The Ellen DeGeneres Show, in onda in syndication
  - Live! with Kelly and Michael, in onda in syndication
  - The Talk, in onda sulla CBS
  - The Wendy Williams Show, in onda in syndication

#### Miglior presentatore di un talk show d'informazione
- Mario Batali, Carla Hall, Clinton Kelly, Daphne Oz, Michael Symon – The Chew
  - Mehmet Öz – The Dr. Oz Show
  - Steve Harvey – Steve Harvey

#### Miglior presentatore di un talk show d'intrattenimento
- Kelly Ripa e Michael Strahan – Live! with Kelly and Michael
  - Julie Chen, Sara Gilbert, Sharon Osbourne, Aisha Tyler, Sheryl Underwood – The Talk
  - Wendy Williams – The Wendy Williams Show

#### Miglior programma della mattina
- CBS News Sunday Morning, in onda sulla CBS
  - Good Morning America, in onda sulla ABC
  - The Today Show, in onda sulla NBC

#### Miglior game show
- Jeopardy!, in onda in syndication
  - Family Feud, in onda in syndication
  - The Price is Right, in onda sulla CBS

#### Miglior presentatore di un game show
- Craig Ferguson – Celebrity Name Game
  - Steve Harvey – Family Feud
  - Todd Newton – Family Game Night
  - Pat Sajak – Wheel of Fortune

#### Miglior programma culinario
- Barefoot Contessa: Back to Basics, in onda su Food Network
  - Guy's Big Bite, in onda su Food Network
  - Martha Bakes, in onda su PBS
  - The Mind of a Chef, in onda su PBS
  - My Grandmother's Ravioli, in onda su Cooking Channel

#### Miglior programma d'infotainment
- Entertainment Tonight, in onda in syndication
  - Access Hollywood, in onda sulla NBC
  - E! News, in onda su E!
  - Extra, in onda in syndication
  - The Insider, in onda in syndication

#### Miglior serie drammatica - categoria nuovi approcci
- The Bay, in onda su Blip
  - Anacostia, in onda su YouTube.com
  - Beacon Hill: The Series, in onda su beaconhilltheseries.com
  - East Los High, in onda su Hulu

#### Miglior programma della mattina in spagnolo
- Un Nuevo Dia, in onda su Telemundo
  - Cafe CNN, in onda su CNN en Español
  - Despierta America, in onda su Univision

## Lifetime Achievement Award
- A Betty White

## Premi della giuria
- Miglior realizzazione individuale nell'animazione: Michael Granberry, Drew Hodges, Jason Kolowski e Robyn Yannoukos (Tumble Leaf), Drew Hodges (Peter Rabbit), Mårten Jönmark (Peter coniglio), Jairo Lizarazu (Jake e i pirati dell'Isola che non c'è)